# جیمز بک‌هاوس
جیمز بک‌هاوس (انگلیسی: James Backhouse; ۸ ژوئیهٔ ۱۷۹۴ – ۲۰ ژانویهٔ ۱۸۶۹) گیاه‌شناس اهل استرالیا بود.